# Gabriel Leonhard von Berckholtz

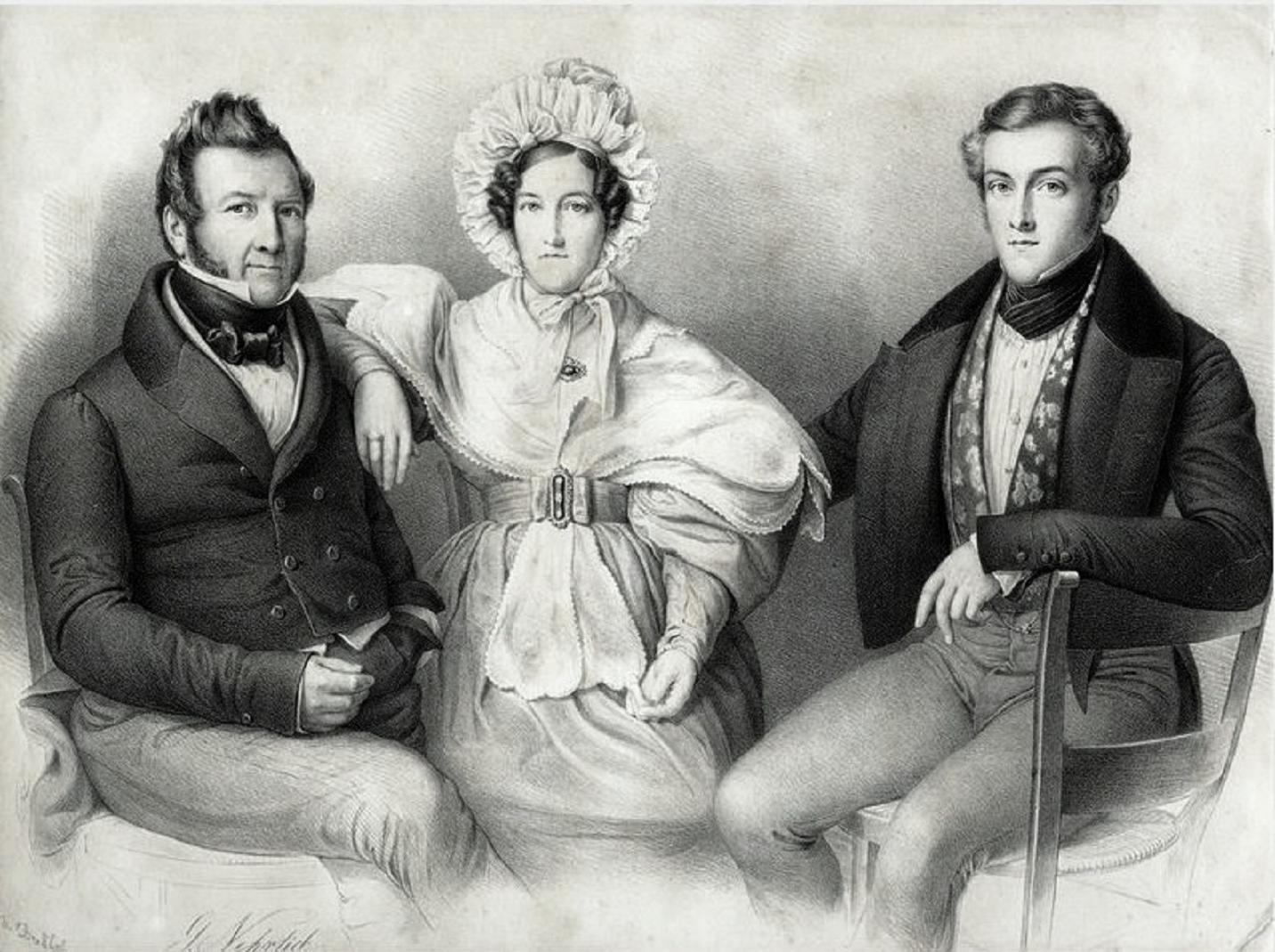
Gabriel Leonhard von Berckholtz mit Ehefrau Barbara und Sohn Jacob (1835)

Gabriel Leonhard von Berckholtz (* 5. September 1781 in Riga, getauft in der Rigaer St.-Petri-Kirche; † 1. Oktober 1863 auf der Burg Ortenberg in Baden) war ein baltischer Edelmann und reicher Kaufmann in Riga.

## Leben
Er war Angehöriger der reichsadligen Linie der Rigaer Kaufmannsfamilien von Berckholtz und wuchs ebenda auf, brachte es dort später auch zu beträchtlichem Wohlstand. Die Familie von Berckholtz gehörte zu den einflussreichsten Familien in Livland. Sie hatte ihr Vermögen durch den Osthandel gemacht und handelte auch mit Bernstein.
Berckholtz war in Riga Mitglied der Blauen Reitenden Bürger Companie 1800, Ältester der Schwarzhäupter-Gilde („Compagnie der Schwarzen Häupter“) 1802 bis 1807 und russischer erblicher Ehrenbürger 1834.

## Ehe und Kinder

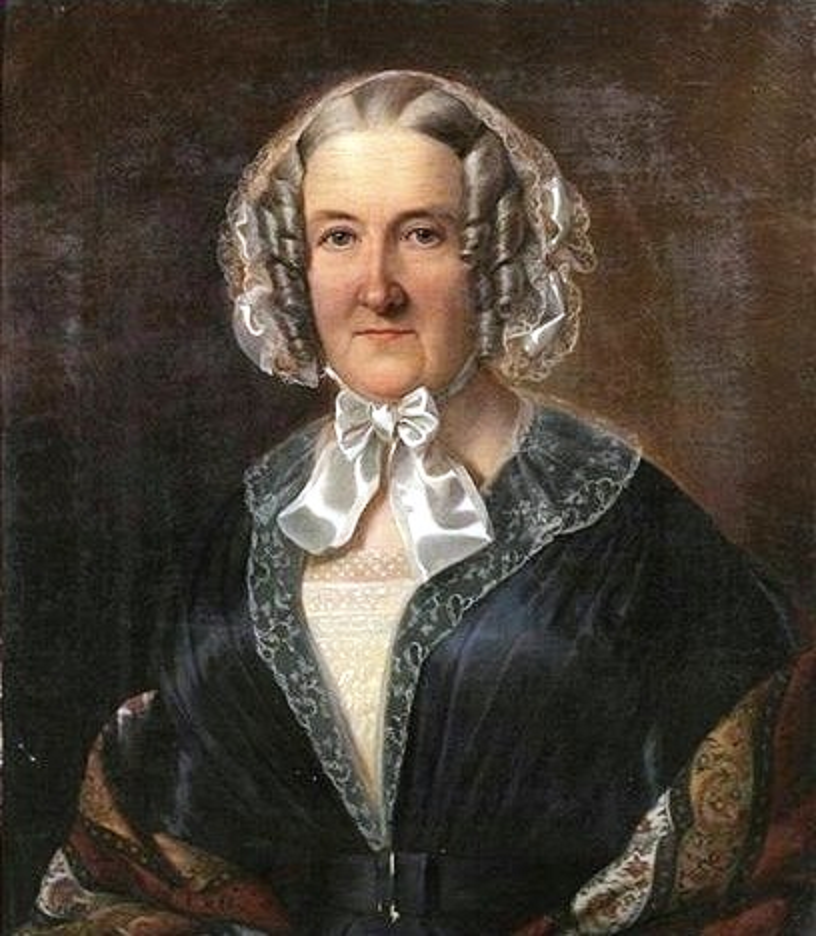
Ehefrau Barbara, um 1850 gemalt von der gemeinsamen Tochter Alexandra

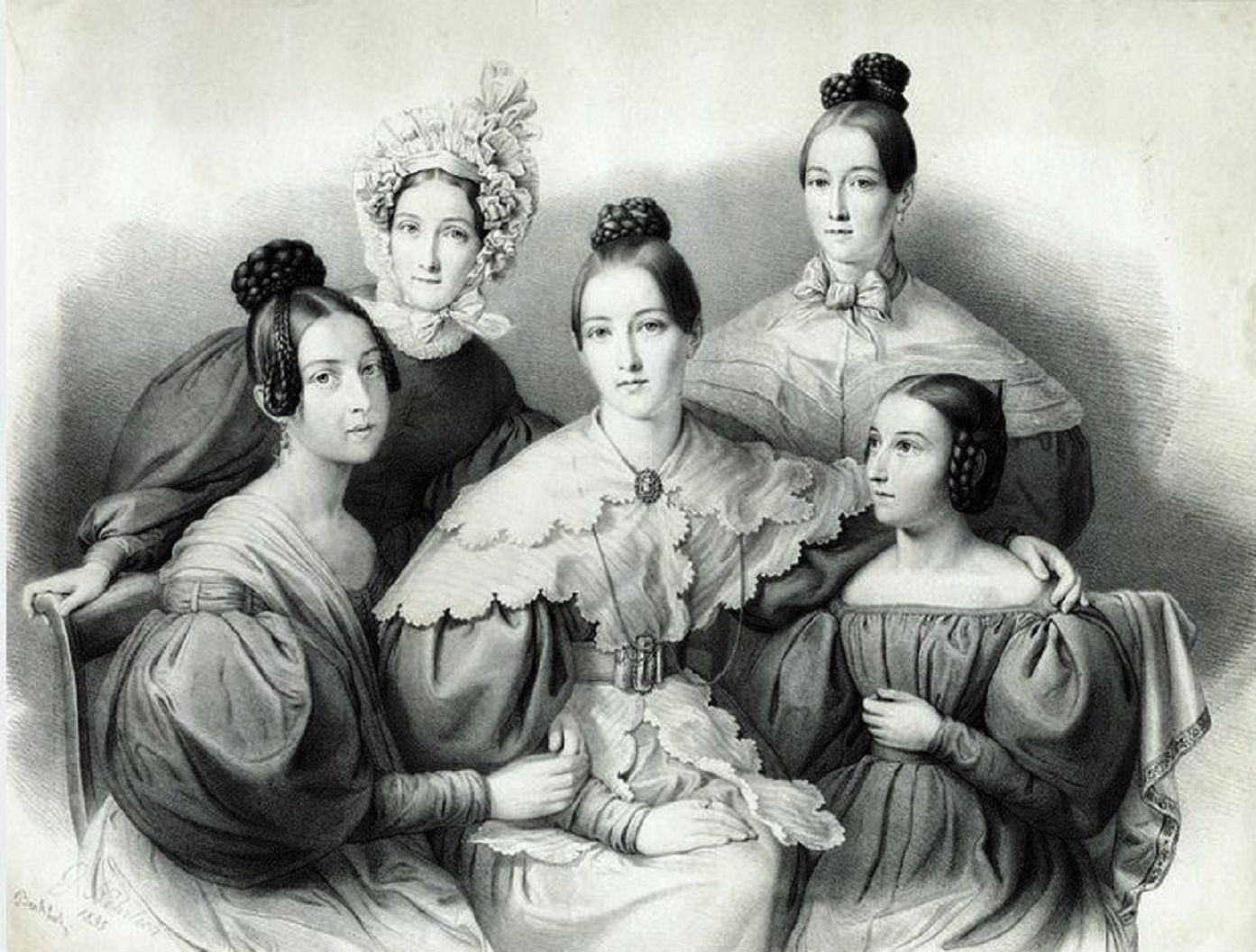
Frau von Berckholtz mit den Töchtern Elisabeth, Olga, Sophie und Alexandra (1835)

Berckholtz heiratete am 21. Juli 1807 die Bürgerstochter Barbara Schröder (* 20. März 1785 in Riga; † 23. Februar 1859 Ortenberg). Sie war die Tochter des Stadtwägers Johann Schröder und der Anna Catharina von Wels. Aus dieser Ehe gingen mehrere Töchter und Söhne hervor:
- Anna Natalie (1808–1836), ⚭ 1830 Freiherr Paul Friedrich von Moltke (1786–1846), russischer Wirklicher Geheimer Rat und Gesandter in Karlsruhe
- Sophie (1810–1878), ⚭ 1837 ihren verwitweten Schwager Freiherr Paul Friedrich von Moltke
- Olga (1811–1858)
- Elisabeth (1814–1892), badischer Adelstand als Offensandt v. Berckholtz 1887, ⚭ Ferdinand Offensandt (1803–1857), Kaufmann, Gutsherr auf Watthalden bei Ettlingen
- Jacob Johann (1815–1887), ⚭ Emma Offensandt (1829–1851)
- Barbara (1817–1820)
- Gabriel Leonhard (1819–1821)
- Alexandra (1821–1899), Kunstmalerin

## Erbauer von Schloss Ortenberg
Aus gesundheitlichen Gründen übersiedelte von Berckholtz mit seiner Familie 1828 in die Residenzstadt Karlsruhe des Großherzogtums Baden. Im Jahre 1833 ersteigerte er für 7.700 Gulden vom badischen Staat ein 4,5 Hektar großes Rebgut samt der Ruine von Schloss Ortenberg in Baden. Diese ließ er von 1838 bis 1843 durch den bekannten Karlsruher Baumeister Friedrich Eisenlohr wieder aufbauen. Nach dem Wiederaufbau, der ihn noch einmal 1,5 Millionen Gulden kostete, lebte er mit seiner Familie bis 1863 auf dem Schloss.
Nicht nur in den Wiederaufbau des Schlosses investierte Berckholtz, auch die evangelische Kirchengemeinde förderte er, indem er beträchtliche Summen in den Bau der evangelischen Stadtkirche investierte. Auch als Helfer der Armen war er bei der Bevölkerung sehr beliebt. Im Oktober 1863 verstarb Gabriel von Berckholtz dort und ließ sich in der Familiengruft auf dem Bühlwegfriedhof in Käfersberg beisetzen. Dort sind insgesamt 13 Familienangehörige von Berckholtz begraben. Die Stadt Ortenberg ernannte ihn zu ihrem ersten Ehrenbürger.
Berckholtz‘ jüngste Tochter, die Malerin Alexandra, blieb Ortenberg ein Leben lang verbunden. Die Malerin hielt viele Eindrücke von Schloss und Gemeinde in ihren Bildern und Skizzen fest. Ihr einstiges Atelier, der Malerturm auf dem Schloss, dient heute als Trauzimmer.